# 小行星5921
小行星5921（英語：5921）是一颗围绕太阳公转的小行星。1992年10月19日，上田清二、金田宏在钏路市发现了此天体。
这颗小行星的绝对星等为294.73513等。